# Kōbe Yamaguchi-gumi
El Kōbe Yamaguchi-gumi (神戸山口組?)  es una organización yakuza con sede en Hyogo, Japón, escidida del Yamaguchi-gumi.

## Descripción general
La organización Kōbe Yamaguchi-gumi yakuza incluye Yamaken-gumi con sede en Kōbe, Takumi-gumi con sede en Osaka y Kyoyu-kai . Se separaron del Sexto Yamaguchi-gumi en 2015 y junto a 13 líderes de línea directa que salían del Yamaguchi-gumi formaron un nuevo grupo llamado Kōbe Yamaguchi-gumi. Las autoridades vigilaron de cerca esta escisión para evitar algún, tratar de relajar tensiones que existen entre los grupos, ya que desde agosto se registró un leve aumento de crímenes en todo el país que van desde tiroteos hasta ataques de oficinas. No fue hasta el 19 de octubre del mismo año cuando Kenzi Eguchi fue arrestado en sospecha de crear una empresa ficticia que serviría para lavar dinero. A principios de este mes, 29 pandilleros también fueron detenidos por la policía japonesa, dijo TASS, citando a la agencia de noticias Kyodo.
No fue hasta el 15 de abril del 2016 cuando las autoridades designaron al Kōbe Yamaguchi-gumi como sindicato del crimen.
El 16 de junio del 2017, Kunio Inoue es arrestado bajo sospecha de fraude a causa de la compra diez días antes de un teléfono móvil a nombre de otra persona. En 2017, el Kōbe Yamaguchi-gumi sufrió otra escisión llamada Ninkyō Dantai Yamaguchi-gumi (acortado como Ninkyō Yamaguchi-gumi), la cual estaba descontenta con la administración del nuevo grupo. A finales de 2021, el Kōbe Yamaguchi-gumi contaba con 510 miembros y 540 asociados.